# Thomas Blood

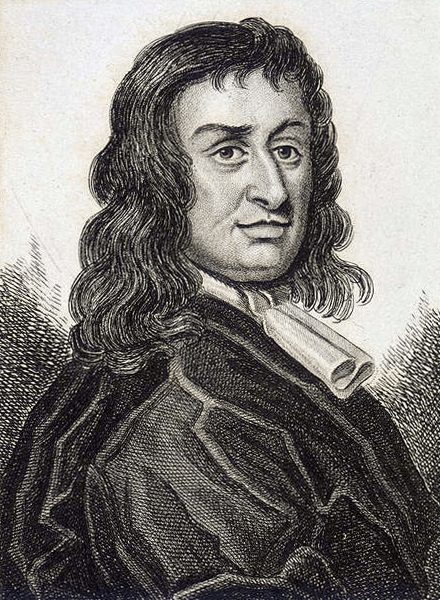
Thomas Blood

Thomas Blood (* 1618 in County Meath, Irland; † 23. August 1680 in London) war ein Oberst und Abenteurer. Er wurde 1671 durch seinen Versuch, die englischen Kronjuwelen zu stehlen,  bekannt.

## Leben

### Frühe Jahre
Blood wurde in County Meath als Sohn eines wohlhabenden Schmieds geboren. Er kam aus einer guten Familie, sein Großvater lebte auf Schloss Kilnaboy und war Mitglied des Parlaments. Wie viele Iren übersiedelte er nach England und focht im Bürgerkrieg anfänglich für König Charles I. Als sich ein Sieg der Rundköpfe abzeichnete, wechselte er die Lager und versah seinen Dienst unter Oliver Cromwell im Rang eines Leutnants. 1653 – nach dem Bürgerkrieg – erhielt er zur Belohnung für seine Dienste ein großes Gut in Irland. Nach der Restauration des Königshauses 1660 wurden die Belohnungen konfisziert und Blood floh mit seiner Frau und seinem Sohn nach Irland.
Dort stellte er sich an die Spitze einer Bande von republikanischen Abenteurern. Zunächst wollte er Dublin Castle einnehmen, den königlichen Gouverneur von Irland, James Butler, den ersten Duke of Ormonde, gefangen nehmen und eine Rebellion anzetteln. Er wurde aber durch einen Mittäter verraten und hielt sich verkleidet an wechselnden Orten in Irland auf. Nach Aussetzung eines Kopfgeldes floh er nach Holland und kehrte erst einige Jahre später unerkannt nach England zurück. Bis 1670 praktizierte er unter dem Namen Ayloffe als Arzt in Romford.
Er war zu dieser Zeit aufgrund der abenteuerlichen Verwicklungen in Irland einer der beliebtesten Männer Englands.
1670 trat er in England wieder auf: er befreite dort einen zum Tode verurteilten Gefährten auf offener Straße, außerdem riss er, um sich an dem Herzog von Ormond zu rächen, diesen mitten in London mit Waffengewalt aus seinem Wagen und versuchte, ihn eigenhändig in Tyburn an den Galgen zu knüpfen. Doch der Herzog entkam und Blood musste nach dieser Tat in London untertauchen.

### Raub der Kronjuwelen
1671 wagte sich Blood daran, die englischen Kronjuwelen zu rauben. Diese wurden in einem Gewölbe im Martin Tower des Tower of London aufbewahrt, über dem der Verwahrer der Juwelen, Talbot Edwards, mit seiner Familie wohnte.
Blood verkleidete sich als Geistlicher und besichtigte so die Kronjuwelen im Tower. Er heuchelte dabei freundschaftlichen Kontakt zu Edwards. Tage später kehrte Blood mit seiner Frau zum Tower zurück, wo sie sich in Gegenwart Edwards’ erneut die Juwelen ansahen. Frau Blood täuschte heftige Leibschmerzen vor und wurde zu Edwards’ Wohnung im Tower zum Ausruhen gebracht. „Dankbar“ brachte „Pfarrer Blood“ ein paar Tage später vier Paar weiße Handschuhe für die Frau Edwards’, um seine Wertschätzung für die empfangene Freundlichkeit gegenüber seiner eigenen Frau zu beweisen. Die Familie des falschen Pfarrers Blood und Edwards’ wurden enge Freunde und trafen sich nun häufig. Edwards hatte eine Tochter in heiratsfähigem Alter und war froh, als Pfarrer Blood ein Treffen zwischen einem angeblichen reichen Neffen Bloods und Edwards’ Tochter vorschlug.
Am 9. Mai 1671 kam Blood morgens um 7 Uhr mit seinem „Neffen“ und zwei anderen Männern in den Tower zu Edwards. Während der „Neffe“ Edwards’ Tochter kennenzulernen vorgab, äußerten die anderen den Wunsch, die Kronjuwelen zu sehen. Sie gingen nun in die Juwelenkammer, und nachdem Edwards die Türen und Gitter vor den Juwelen geöffnet hatte, schlugen sie ihm mit einem Hammer auf den Kopf, so dass er zu Boden ging. Dort wurde er gefesselt, geknebelt und auf ihn eingestochen. Um die 1661 geschaffene St.-Edwards-Krone zu verstecken, schlug Blood sie mit dem Hammer flach und verbarg sie unter seinem Talar. Den Reichsapfel steckte der zweite Mann in seine Reithose. Das Zepter mit dem Kreuz war zu lang, um es in die Tasche zu stecken, daher versuchte Bloods Schwager Hunt dieses durchzubrechen. Währenddessen kam Edwards’ Sohn, welcher in Flandern bei der Armee diente, nach Jahren zu Besuch zu seinen Eltern in den Tower. Als er in die Nähe des Martin Towers kam, erwachte Edwards wieder und fing an zu schreien „Mörder, Räuber!“. Blood und seine Komplizen warfen das Zepter hin und versuchten, zu fliehen. Blood wurde festgenommen, als er versuchte, durch das Eiserne Tor aus dem Tower zu gelangen.
Bei der Befragung beharrte er, er werde nur dem König Antwort geben, und wurde darauf zum königlichen Palast gebracht, wo er Karl II., Prinz Rupert, dem Herzog von York und anderen vorgeführt wurde. Der König fand großen Gefallen an Bloods Mut, und dieser sagte dem König, dass die Kronjuwelen nur 6.000 Pfund erbringen würden, anstelle der von der Krone geschätzten 100.000 £. Der König fragte Blood: „Was passiert, wenn ich Ihnen Ihr Leben schenke?“, und dieser antwortete: „Ich würde danach streben, es zu verdienen, Sire“. Blood wurde tatsächlich begnadigt, erhielt Landbesitz in Irland und wurde zu einem vertrauten Anblick in London und am Hofe. Historiker nehmen an, dass der König von Bloods Auftreten und Kühnheit sehr angetan war und ihn deshalb würdig begnadigte. Nie wieder hat jemand versucht, die Kronjuwelen zu entwenden.

### Späte Jahre und Tod
1679 stritt er mit seinem ehemaligen Patron, dem Duke of Buckingham. Buckingham forderte 10.000 Pfund für beleidigende Bemerkungen, die Blood über seinen Charakter gemacht hatte. Blood starb aber am 23. August 1680 friedlich in seinem Haus in der Bowling Alley, Westminster. Sein Körper wurde auf dem Kirchhof von St Margaret’s Church (nun Christchurch Gardens) nahe dem St. James’s Park beigesetzt. Angeblich wurde sein Leichnam exhumiert, um seinen Tod behördlich festzustellen. Er war für seine Tricks bekannt und es wurde vermutet, dass er seinen Tod und das Begräbnis nur vorgetäuscht habe, um die hohen Zahlungen an Buckingham zu vermeiden.
Auf Bloods Epitaph stehen folgende Worte:
Here lies the man who boldly hath run through

More villanies than England ever knew;

And ne’re to any friend he had was true.

Here let him then by all unpitied lie,

And let’s rejoice his time was come to die.
Hier liegt der Mann, von dem begangen war

Mehr Schurkerei, als England jemals sah;

Der auch zu Freunden niemals je sprach wahr.

Hier lasst ihn nun, von allen unbetrauert, liegen

Und freuen uns, dass endlich er verschieden.